# Acidiella retroflexa
Acidiella retroflexa är en tvåvingeart som först beskrevs av Wang 1990.  Acidiella retroflexa ingår i släktet Acidiella och familjen borrflugor. Inga underarter finns listade i Catalogue of Life.